# Municipio de Worth (condado de Woodford)
El municipio de Worth (en inglés: Worth Township) es un municipio ubicado en el condado de Woodford en el estado estadounidense de Illinois. En el año 2010 tenía una población de 8741 habitantes y una densidad poblacional de 93,12 personas por km².

## Geografía
El municipio de Worth se encuentra ubicado en las coordenadas 40°48′8″N 89°26′25″O / 40.80222, -89.44028. Según la Oficina del Censo de los Estados Unidos, el municipio tiene una superficie total de 93.87 km², de la cual 93.74 km² corresponden a tierra firme y (0.14%) 0.13 km² es agua.

## Demografía
Según el censo de 2010, había 8741 personas residiendo en el municipio de Worth. La densidad de población era de 93,12 hab./km². De los 8741 habitantes, el municipio de Worth estaba compuesto por el 96.82% blancos, el 0.57% eran afroamericanos, el 0.1% eran amerindios, el 1.16% eran asiáticos, el 0.01% eran isleños del Pacífico, el 0.15% eran de otras razas y el 1.19% pertenecían a dos o más razas. Del total de la población el 1.48% eran hispanos o latinos de cualquier raza.